# Jeszajahu Szpigel
Jeszajahu Szpigel (hebr. שפיגל ישעיהו, Izajasz Spiegel, Shaye Spigl, ur. 14 stycznia 1906 w Łodzi, zm. 14 lipca 1990 w Tel Awiwie) – polski i izraelski poeta, pisarz i eseista tworzący w jidysz.

## Życiorys
Urodził się w biednej rodzinie tkacza. Pobierał nauki w Łodzi – najpierw w chederze i talmud-torze, później w szkołach państwowych i na kursach pedagogicznych. Pracował jako nauczyciel i tłumacz języka jidysz i literatury żydowskiej w szkołach systemu CISZO (Centralna Żydowska Organizacja Szkolna). Zaczynał karierę literacką w kręgu grupy Jung Idysz. Debiutował w 1922 wierszami w gazecie „Łodzier Fołksbłat”. Drukował utwory w łódzkiej prasie żydowskiej, a także w nowojorskiej „Zukunft” i paryskiej „Naye Prese”. W 1930 wydał pierwszy tomik poezji „Mitn ponim cu der zun” („Twarzą do słońca”).
Podczas II wojny światowej był więźniem getta łódzkiego, potem Auschwitz II – Birkenau i innych obozów koncentracyjnych. Podczas Zagłady stracił całą rodzinę i bliskich. Przed likwidacją getta ukrył część swoich utworów, resztę zabrał do Oświęcimia; zostały one jednak skonfiskowane. Po wojnie powrócił do Łodzi, gdzie odnalazł 16 schowanych rękopisów, a resztę odtworzył z pamięci. Podjął na nowo pracę nauczyciela (1945-48). Był autorem elementarza dla 4. klasy szkół żydowskich (1948). Przeżycia i doświadczenia lat wojennych stały się podstawą zbiorów nowel jego autorstwa, m.in. „Małches geto” („Królestwo getta”) czy „Sztern ibern geto” („Gwiazdy nad gettem”).
W 1948 przeprowadził się do Warszawy, a w 1951 repatriował się do Izraela, gdzie do 1964 był urzędnikiem ministerstwa finansów; kontynuował pisanie i publikację wierszy w jidysz na łamach prasy izraelskiej i zagranicznej. W następnych latach wydawał kolejne tomy opowiadań, zbiory esejów krytycznoliterackich, a także powieść „Flamen fun der erd” („Płomienie z ziemi”). Część swoich utworów opublikował też w tłumaczeniu na język hebrajski.
Był laureatem kilku nagród literackich w dziedzinie literatury jidysz, w tym Nagrody im. Icyka Mangera (1972) oraz Nagrody im. Jakuba Fichmana (1975).
W 1973 w Tel Awiwie na temat jego twórczości opublikowano zbiór artykułów krytycznych N. Grisa pt. „Fun fincternisz cu licht: Jeszjahu Szpigel un zajn werk” („Z ciemności do światła: J. Szpigel i jego twórczość”).

## Twórczość

### Tomiki wierszy
- Mitn ponim cu der zun („Twarzą do słońca”, Łódź 1930)
- Un geworn iz licht („I stało się światło”, Warszawa 1949)

### Zbiory opowiadań
- Małches geto („Królestwo getta”, Łódź 1947)
- Sztern ibern geto („Gwiazdy nad gettem”, Paryż 1948)
- Mentczn in techom („Ludzie w katedrze”, Buenos Aires 1949)
- Licht funem opgrunt („Światło z otchłani”, Nowy Jork 1952)
- Wint un worclen („Wiatr i korzenie”, Nowy Jork 1955)
- Di brik („Most”, Tel Awiw 1963)
- Sztign cumchiml („Schody do nieba”, Tel Awiw 1966)
- Di krojn („Korona”, Tel Awiw 1973)
- Sztern lajchtn in techom („Gwiazdy świecą w otchłani”, Tel Awiw 1976)
- Ha-aszmoret ha-szliszit („Trzecia straż”, Tel Awiw 1976, przekłady opowiadań na hebrajski)
- Cwej dercejlungen – Sznej sipurim („Dwa opowiadania”, Tel Awiw 1978; paralelne teksty w jidysz i po hebrajsku)

### Powieści
- Flamen fun der erd („Płomienie z ziemi”, Tel Awiw 1966)

### Eseje
- Gesztaltn un profiln („Obrazy i profile”, Tel Awiw, tom I – 1971, tom II – 1980).
- Awrom Suckewers lider fun togbuch („Wiersze z dziennika A. Suckewera”, Tel Awiw 1979)